# Медведковская улица
Не следует путать с одноимённой бывшей улицей в бывшем городе Бабушкине: ныне Тенистый проезд и Ленская улица в Москве.
Медве́дковская у́лица — улица в районе Крюково Зеленоградского административного округа города Москвы. Расположена между Школьной и Садовой улицами.

## Происхождение названия
Название связано с находящимся неподалёку (приблизительно около одного километра юго-западнее) бывшим хутором Медведки, слившимся в настоящее время с посёлком Малино (в составе района Крюково).

## Описание
Медведковская улица находится в бывшем поселении Новомалино, начинается от проезда, соединяющего её с Малинской и Школьной улицами, проходит на юг вдоль пруда, пересекает другой поперечный проезд, соединяющий её с Прудной и Новой улицами, и заканчивается на Садовой улице. Застроена частными домами.